# مارکو مودولو
مارکو مودولو (زاده ۲۳ مارس ۱۹۸۹) بازیکن پیشین فوتبال اهل ایتالیا است. 
مارکو مودولو در پایان فصل ۲۴–۲۰۲۳، که با بازگشت باشگاه فوتبال ونتزیا به سری آ به پایان رسید، اعلام بازنشستگی کرد.